# Jiří Barbořík
Jiří Barbořík (* 17. března 1972) je český fotbalista, který hrál první českou fotbalovou ligu a dnes nastupuje v nižších německých soutěžích.[zdroj?]
S první českou ligou začal v Olomouci, kde byl po čtyři sezony oporou týmu. Na jeden rok (1997-1998) se stěhoval do Ostravy, ale hned po něm se vrátil zpět. Na jaře 1999 hostoval v Opavě, poté se opět vrátil do Olomouce, kde však za dvě sezony odehrál pouze 17 zápasů. V sezóně 2001-2002 odešel hrát do týmu 2. Bundesligy SSV Reutlingen.
Již za Československa odehrál 38 utkání, v nichž vstřelil 1 branku. V letech 1992-1993 byl hráčem juniorského reprezentačního týmu ČSFR, za který nastoupil v pěti utkáních. Také hraje velice úspěšně futsal za tým DDSport Flamengo Olomouc.